# Marguerite de Sablé
Marguerite de Sablé, dame du Lude et de Durtal, née vers 1179 et morte en 1238, est la fille aînée du baron angevin Robert IV de Sablé, seigneur de La Suze et de Briollay, et de Clémence de Mayenne.

## Biographie
En 1191, Marguerite de Sablé devint la seconde épouse de Guillaume des Roches, seigneur de Longué-Jumelles et de Château-du-Loir, seigneur de Sablé, sénéchal d'Anjou de 1199 à 1222, du Maine et de Touraine. Il devint un des plus grands barons de l'Anjou.
En 1193, à la mort de son père, tué en Terre sainte durant une croisade en Palestine, Marguerite hérite, en tant que fille aînée, de ses seigneuries et de ses terres et domaines, faisant d'elle l'une des plus riches héritières de l'Anjou et du Maine.[réf. nécessaire]

## Œuvres
Marguerite de Sablé, contribua à soutenir financièrement des deux abbayes que son père avait fondées. Par un acte de 1200, Marguerite donna des terres, des jardins, des cens sur les fours banaux, les bois, les prairies d’Écouflant à l'abbaye du Perray-aux-Nonnains. Son frère, Geoffroy de Cornillé, y ajouta des rentes en blé sur Vauchrétien. 
En 1209, Marguerite de Sablé et son mari transfèrent définitivement l'abbaye du Perray-Neuf sur son site actuel de Précigné à côté de la cité de Sablé. Ils reçurent entre autres choses "la seigneurie, auctorité, comodité, pugnicion, avecques touz les revenuz des terres, eaux, garennes, ville et chastel dudit lieu de Sablé".
Guillaume des Roches meurt le 15 juillet 1222. La baronnie de Sablé et la sénéchaussée héréditaire furent transmises à Amaury Ier de Craon, mari de Jeanne des Roches, la fille aînée de Guillaume et de Marguerite.
En 1227, Marguerite de Sablé, par la Charte dite "Charte de Marguerite, dame de Sablé", fait une donation aux religieuses de l'abbaye de Bonlieu, pour le remède de son âme et de celles de son défunt époux, de son père, de sa mère, et de son gendre, mort en 1226.
En 1235, Marguerite de Sablé donne 4 livres de rente aux moines de l'église paroissiale de Saint Nicolas de Sablé.
Marguerite de Sablé meurt en 1238. Elle est inhumée en l'abbaye du Perray-aux-Nonnains à Écouflant qu’elle avait dotée de son domaine définitif. Son cœur est porté dans l'abbaye de Bonlieu, près du tombeau de son mari.

## Descendance
(septembre 2021).
- Robert des Roches, mort enfant en 1204 ;
- Jeanne des Roches (1195 - 1240/1241), sénéchale héréditaire d'Anjou du Maine et de la Touraine, dame et châtelaine de Sablé, Briollay, Châteauneuf-sur-Sarthe, Précigné, Brion, Agon, La Roche-aux-Moines ; en 1212, elle épouse Amaury Ier de Craon, seigneur de Craon, d'Ingrandes et de Chantocé, d'où postérité ;
- Clémence des Roches, (1200 - 1259/1260), dame de Château-du-Loir, Mayet, La Suze, Louplande ; elle épouse en 1217 Thibaut VI, comte de Blois dit le Jeune, s.p. ; puis le 11 mai 1219, elle épouse Geoffroy VI, vicomte de Châteaudun, seigneur de Mondoubleau et de Saint-Calais, d'où deux filles, Jeanne et Clémence de Châteaudun.